# Dick Boer (fotograaf)
Dirk (Dick) Boer (Baarn, 11 juni 1906 – Haarlem, 4 juli 1986) was een Nederlands auteur over amateurfotografie en -film en uitgever.

## Biografie
Dick Boer was de zoon van Adriaan Boer en woonachtig in Bloemendaal. Op 19 december 1931 richtte hij, samen met Mannus Franken en Leo Krijn, de Nederlandsche Smalfilm Liga op. Hij nam zitting in het eerste bestuur van de NSL als tweede secretaris annex penningmeester. Boer bleef die functie vervullen tot 1940.
Hij was redacteur van Het Veerwerk, een tijdschrift voor de amateurfilmer. De eerste aflevering verscheen op 10 juli 1932 en werd uitgegeven door Focus te Bloemendaal. Enkele maanden later werd het blad het officiële orgaan van de Nederlandsche Smalfilm Liga. Vaste medewerkers aan het blad waren onder andere zijn vader en Dick Laan, die wel de eerste amateurfilmer van Nederland wordt genoemd. Dick Boer was ook redacteur van het tijdschrift Focus, het officiële orgaan van de Nederlandse Amateur-Fotografen Vereniging.

## Smalfilm- en fotografieboeken
Dick Boer is de auteur-redacteur van diverse boeken op het gebied van smalfilmen en fotografie:
- Het fotoboek (1943) - vele malen herdrukt, tot in 1990
- Betere box-foto's (1946)
- Het eerste fotoboek
- Het tweede fotoboek (1959)
- Het smalfilmboek (1959)
- Ric en Anita gaan filmen (1961)
- Het tweede smalfilmboek (1963)
- Mijn kleinbeeldcamera (1963)
- Zelf ontwikkelen en afdrukken
- Zelf ontwikkelen, afdrukken en vergroten (1963)
- De kleinbeeldreflex. Uitvoerig besproken (1965)
- Filmen op Super-8 (1966)
- Zelf ontwikkelen en vergroten (1968)
- Het nieuwe smalfilmboek (1968)
- Filmen op super-8 en single-8. Ideeën voor filmers met moderne camera’s (1968)
- Adriaan Boer, pionier der kunstzinnige fotografie (1969)
- Vergroten (1970)
- Foto en film encyclopedie (1971)
- Betere foto`s met de cassette-camera (1971)
- Vergroten in zwart-wit (1975)

De meeste boeken werden uitgegeven door uitgeverij Focus te Haarlem.